# Кудук-Чилик (Азовский немецкий национальный район)
Куду́к-Чили́к — деревня в Азовском немецком национальном районе Омской области. Входит в Пришибское сельское поселение.

## История
Селение заведено в 1914 году как переселенческий посёлок в Бердянской волости Омского уезда Акмолинской области переселенцами из Белгородской и Курской губерний.
Название произошло от урочища Кудук-Чилик, на котором и был заведён посёлок. В переводе с киргизского означает «Колодец у ракиты».
Среди первых поселенцев были фамилии Пахомовых, Косовых, Пановых, Войлоковых, Андреевых.
Позже посёлок был передан в состав Александровской волости.
В 1920 году насчитывалось 10 хозяйств.
В 1925 году в посёлке размещалось 22 хозяйства и 120 жителей. Входил в Воронковский сельский совет.
На 1926 год имелось 27 хозяйств, 151 человек.
Во второй половине 1920-х годов в деревню прибывает несколько семей, что увеличило численность населения почти до трёхсот жителей.
В марте 1928 года на общем собрании было образовано товарищество по совместной обработке земли «Красный путь». В правление избрали Фёдора Петровича Беседина, Ивана Васильевича Косова, Андрея Ивановича Щёгалева. В актив товарищества также вошли Владимир Васильевич Гривцов, Борис Иванович Золотарёв, Тимофей Андреев и Николай Косов. Основу товарищества составляла местная беднота, безлошадные хозяйства, имевшие по одной дойной корове. Не имея наличных средств, они все надежды возлагали на кредиты и займы из Бедняцкого фонда Сосновского района.
В 1930 году образуется колхоз «Новая жизнь», в котором на исходе пятилетнего развития насчитывалось 70 дворов, 211 трудоспособных, 60 лошадей, из них около половины рабочих, столько же волов, действовала кузница, плотницкая мастерская.
В 1939 году количество жителей деревни возросло до 358 человек. Все 75 хозяйств деревни входили в колхоз, из них 9 хозяйств, помимо использования приусадебных земель, возделывало полевые участки на площади почти в 3 га. К осени эти земли были изъяты из пользования колхозников и переданы в фонд колхоза.
В годы войны население Кудук-Чилика сократилось почти на 20 %.
В июне 1950 года колхоз «Новая жизнь» был объединён с колхозом «Новый труд» (деревня Атар-Чилик), и укрупнённый колхоз назвали «Путь к коммунизму».
В 1955 году к новому колхозу присоединяется колхоз «Жана Даур» (с казахского «Новый мир») из казахского аула Даргер. Возглавлял колхоз «Путь к коммунизму» Иван Дмитриевич Гревцов.
В 1960—1970-е годы, будучи центром этого колхоза, деревня обновляет жилой фонд, возводятся капитальные производственные сооружения, набирала мощность ферма крупного рогатого скота. В эти годы число жителей превысило четыре сотни.
В 1970-х годах в деревню начали селиться казахи.
В 1976 году деревня Кудук-Чилик с колхозом «Путь к коммунизму» включается в колхоз «имени К. Маркса» с центром в селе Пришиб.
К 1989 году население сократилось до 330 человек.
С ликвидацией самостоятельного колхоза с центром в Кудук-Чилик сюда начинают переселяться жители из «неперспективных деревень» бывшего колхоза. В основном в селе закрепились переселенцы из казахского аула Даргер, составляющие в настоящее время большую часть населения — почти 80 %.
На 1991 год деревня входила в Пришибский сельский совет Одесского района. Являлась бригадой колхоза имени Карла Маркса.
В 2000 году была открыта мечеть.

## Инфраструктура
На 2003 год в деревне функционировала 8-летняя школа с преподаванием казахского языка как родного, смешанный магазин, ФАП, библиотека, клуб на 150 мест, спортплощадка, баня, мечеть.
На 2011 год имелась школа, библиотека, 3 крестьянских (фермерских) хозяйства («Нурманов», «Нурмагамбетов Ж. Х.», «Турлыбаев К. И.»). Действует казахский центр «Жастар — Молодежь» при сельском клубе.
Улицы в деревне: Восточная, Майская, Центральная, Школьная.

## Население
- 1917 — 100 человек;
- 1920 — 100 человек;
- 1925 — 120 человек;
- 1926 — 151 человек (73 м — 78 ж);
- 1939 — 358 человек;
- 1989 — 330 человек;
- 2003 — 462 человека.

| 1926 | 2002 | 2010 | 2021 |
| ---- | ---- | ---- | ---- |
| 151  | ↗486 | ↘354 | ↘333 |